# Glycinde pacifica
Glycinde pacifica är en ringmaskart som beskrevs av Monro 1928. Glycinde pacifica ingår i släktet Glycinde och familjen Goniadidae.
Artens utbredningsområde är Mexikanska golfen. Inga underarter finns listade i Catalogue of Life.